# Șeulia de Mureș
Șeulia de Mureș – wieś w Rumunii, w okręgu Marusza, w gminie Cucerdea. W 2011 roku liczyła 618 mieszkańców.